# Kvalspelet till damernas turnering i handboll vid olympiska sommarspelen 2016
Kvalspelet till damernas turnering i handboll vid olympiska sommarspelen 2016 innefattar de turneringar som leder fram till att ett nationellt damlandslag säkrar en plats i de olympiska sommarspelen 2016.
Totalt 12 lag får ställa upp och Brasilien är automatiskt kvalificerad i egenskap av värdnation.

## Kvotplatser
| Kontinent                           | Slutdatum        | Spelplats       | Platser | Kvalificerade lag         |
| ----------------------------------- | ---------------- | --------------- | ------- | ------------------------- |
| Värdnation                          | -                | -               | 1       | Brasilien                 |
| Europa (mästerskap)                 | 21 december 2014 | Ungern Kroatien | 1       | Spanien1                  |
| Afrika (mästerskap)                 | 21 mars 2015     | Angola          | 1       | Angola                    |
| Amerika (mästerskap)                | 24 juli 2015     | Kanada          | 1       | Argentina 2               |
| Asien (kvaltävling)                 | 25 oktober 2015  | Japan           | 1       | Sydkorea                  |
| Världen (mästerskap)                | 20 december 2015 | Danmark         | 1       | Norge                     |
| Olympiska kvalifikationsturneringar | 20 mars 2016     | Frankrike       | 2       | Nederländerna · Frankrike |
| Olympiska kvalifikationsturneringar | 20 mars 2016     | Danmark         | 2       | Rumänien · Montenegro     |
| Olympiska kvalifikationsturneringar | 20 mars 2016     | Ryssland        | 2       | Sverige · Ryssland        |
| Totalt                              |                  |                 | 12      |                           |

Not 1. Norge vann europamästerskapen 2014 men blev även världsmästare 2015. Därav gick Europas plats istället till Spanien eftersom Spanien blev tvåa i EM.

Not 2. Brasilien vann Pan-Amerikanska mästerskapen 2015. I egenskap av arrangör är Brasilien direktkvalificerad. Därför gick direktplatsen till Argentina som blev tvåa i Pan-Amerikanska mästerskapsturneringen.

## Mästerskapen
| Färgförklaring                                                                                        |
| --- |
| Laget har kvalificerat sig till den olympiska turneringen 2016                                        |
| Laget har kvalificerat sig till den olympiska kvalifikationsturneringen genom världsmästerskapen      |
| Laget har kvalificerat sig till den olympiska kvalifikationsturneringen genom kontinentala mästerskap |

### Världsmästerskapet 2015
- De sex bästa nationerna som ännu inte kvalificerat sig erhöll en plats i en olympisk kvalturnering.
- Kvalificering till olympiska spelen eller kvalturneringarna genom världsmästerskapen räknas före de kontinentala mästerskapen.

| Plac. | Lag            |
| ----- | -------------- |
| 1     | Norge          |
| 2     | Nederländerna  |
| 3     | Rumänien       |
| 4     | Ryssland       |
| 5     | Danmark        |
| 6     | Frankrike      |
| 7     | Montenegro     |
| 8     | Sverige        |
| 9     | Brasilien      |
| 10    | Ungern         |
| 11    | Spanien        |
| 12    | Tyskland       |
| 13    | Sydkorea       |
| 14    | Serbien        |
| 15    | Angola         |
| 16    | Kina           |
| 17    | Tyskland       |
| 18    | Argentina      |
| 19    | Japan          |
| 20    | Puerto Rico    |
| 21    | Tunisien       |
| 22    | Kazakstan      |
| 23    | Kuba           |
| 24    | Kongo-Kinshasa |

### Kontinentala mästerskap

#### Europa
- Tvåan kvalificerade sig till OS då vinnaren Norge redan har kvalificerat sig genom erövrandet av världsmästartiteln.
- De två högst placerade lagen som ännu inte kvalificerat sig till den olympiska turneringen eller kvalturneringen erhöll en plats i en olympisk kvalturnering.

| 1  | Norge         |
| 2  | Spanien       |
| 3  | Sverige       |
| 4  | Montenegro    |
| 5  | Frankrike     |
| 6  | Ungern        |
| 7  | Nederländerna |
| 8  | Danmark       |
| 9  | Rumänien      |
| 10 | Tyskland      |
| 11 | Polen         |
| 12 | Slovakien     |
| 13 | Kroatien      |
| 14 | Ryssland      |
| 15 | Serbien       |
| 16 | Ukraina       |

#### Asien
Matcherna spelades i Nagoya i Japan.
- Vinnaren kvalificerade sig till den olympiska turneringen, tvåan erhöll en plats i en olympisk kvalturnering.

| Plac. | Lag        | SM | V | O | F | GM  | IM  | MS   | Poäng |
| ----- | ---------- | -- | - | - | - | --- | --- | ---- | ----- |
| 1     | Sydkorea   | 4  | 4 | 0 | 0 | 160 | 82  | +78  | 8     |
| 2     | Japan      | 4  | 3 | 0 | 1 | 25  | 94  | +36  | 6     |
| 3     | Kina       | 4  | 4 | 0 | 2 | 106 | 102 | +4   | 4     |
| 4     | Kazakstan  | 4  | 1 | 0 | 3 | 103 | 114 | −11  | 2     |
| 5     | Uzbekistan | 4  | 0 | 0 | 4 | 80  | 182 | −102 | 0     |

#### Amerika
- Eftersom Brasilien redan är kvalificerat i egenskap av arrangör så gick direktplatsen till tvåan. Trean samt fyran erhöll en plats i en olympisk kvalturnering.

| Plac. | Lag         |
| ----- | ----------- |
| 1     | Brasilien   |
| 2     | Argentina   |
| 3     | Uruguay     |
| 4     | Mexiko      |
| 5     | Kuba        |
| 6     | Puerto Rico |
| 7     | Kanada      |
| 8     | Chile       |

#### Afrika
Matcherna spelades i Luanda i Angola
- Vinnaren kvalificerade sig till den olympiska turneringen, tvåan erhöll en plats i den olympisk kvalturnering.

| Plac. | Lag            |
| ----- | -------------- |
| 1     | Angola         |
| 2     | Tunisien       |
| 3     | Senegal        |
| 4     | Kongo-Kinshasa |

### Olympiska kvalifikationstiurneringar
| IHF Kvalturnering #1 | IHF Kvalturnering #2 | IHF Kvalturnering #3 |
| --- | --- | --- |
| - 2:a från VM (Tvåa, VM 2015): · Nederländerna - 7:e från VM (Sjua, VM 2015): · Frankrike (Arrangör) - 2:a från Asien, 2015 : · Japan - 2:a från Afrika, 2015 : · Tunisien | - 3:e från VM (Trea, VM 2015) : · Rumänien - 6:e från VM (Sexa, VM 2015) : · Danmark (Arrangör) - Trea, Amerika 2015) : · Uruguay - 4:e från, EM 2014 : · Montenegro | - 4:e från, VM 2015 : · Polen - 5:e från, VM 2015 : · Ryssland (Arrangör) - 3:e från, EM 2014 : · Sverige - 4 från Amerika, 2015 : · Mexiko |

### IHF Kvalturnering #1
Turneringen spelades i Metz i Frankrike mellan den 18-20 mars 2016. Ettan och tvåan gick vidare till OS-turneringen.
| Lag           | S | V | O | F | GM  | IM  | MS  | P |
| ------------- | - | - | - | - | --- | --- | --- | - |
| Nederländerna | 3 | 3 | 0 | 0 | 103 | 62  | +41 | 6 |
| Frankrike     | 3 | 2 | 0 | 1 | 75  | 56  | +19 | 4 |
| Japan         | 3 | 1 | 0 | 2 | 79  | 78  | +1  | 2 |
| Tunisien      | 3 | 0 | 0 | 3 | 55  | 116 | −61 | 0 |

Alla klockslag är lokala(UTC+1).
|       | 18 mars 2016 | Japan      | 37–20          | Tunisien       | Metz Arena, Metz                                                 |                                                                  |
| 16:45 | 16:45        | Fujii 8 3× | (19–8) Rapport | Jouini 4 2× 3× | Publik: 4 000 Domare: Mindaugas Gatelis & Vaidas Mazeika Litauen | Publik: 4 000 Domare: Mindaugas Gatelis & Vaidas Mazeika Litauen |
| 16:45 | 16:45        |            |                |                | Publik: 4 000 Domare: Mindaugas Gatelis & Vaidas Mazeika Litauen | Publik: 4 000 Domare: Mindaugas Gatelis & Vaidas Mazeika Litauen |
| 16:45 | 16:45        |            |                |                | Publik: 4 000 Domare: Mindaugas Gatelis & Vaidas Mazeika Litauen | Publik: 4 000 Domare: Mindaugas Gatelis & Vaidas Mazeika Litauen |

|       | 18 mars 2016 | Nederländerna        | 24–17         | Frankrike    | Metz Arena, Metz                                        |                                                         |
| 19:00 | 19:00        | van der Heijden 5 2× | (9–7) Rapport | Dembélé 5 3× | Publik: 5 000 Domare: Kjersti Arntsen & Guro Roen Norge | Publik: 5 000 Domare: Kjersti Arntsen & Guro Roen Norge |
| 19:00 | 19:00        |                      |               |              | Publik: 5 000 Domare: Kjersti Arntsen & Guro Roen Norge | Publik: 5 000 Domare: Kjersti Arntsen & Guro Roen Norge |
| 19:00 | 19:00        |                      |               |              | Publik: 5 000 Domare: Kjersti Arntsen & Guro Roen Norge | Publik: 5 000 Domare: Kjersti Arntsen & Guro Roen Norge |

|       | 19 mars 2016 | Nederländerna     | 33–25           | Japan          | Metz Arena, Metz                                                  |                                                                   |
| 16:45 | 16:45        | Malestein 8 5× 3× | (15–16) Rapport | Yokoshima 7 3× | Publik: 4 000 Domare: Gjorgji Nachevski& Slave Nikolov Makedonien | Publik: 4 000 Domare: Gjorgji Nachevski& Slave Nikolov Makedonien |
| 16:45 | 16:45        |                   |                 |                | Publik: 4 000 Domare: Gjorgji Nachevski& Slave Nikolov Makedonien | Publik: 4 000 Domare: Gjorgji Nachevski& Slave Nikolov Makedonien |
| 16:45 | 16:45        |                   |                 |                | Publik: 4 000 Domare: Gjorgji Nachevski& Slave Nikolov Makedonien | Publik: 4 000 Domare: Gjorgji Nachevski& Slave Nikolov Makedonien |

|       | 19 mars 2016 | Frankrike    | 33–15          | Tunisien                        | Metz Arena, Metz                                                 |                                                                  |
| 19:00 | 19:00        | Houette 8 4× | (20–6) Rapport | Jouini, Dardour & Kouki 3 3× 1× | Publik: 4 000 Domare: Mindaugas Gatelis & Vaidas Mazeika Litauen | Publik: 4 000 Domare: Mindaugas Gatelis & Vaidas Mazeika Litauen |
| 19:00 | 19:00        |              |                |                                 | Publik: 4 000 Domare: Mindaugas Gatelis & Vaidas Mazeika Litauen | Publik: 4 000 Domare: Mindaugas Gatelis & Vaidas Mazeika Litauen |
| 19:00 | 19:00        |              |                |                                 | Publik: 4 000 Domare: Mindaugas Gatelis & Vaidas Mazeika Litauen | Publik: 4 000 Domare: Mindaugas Gatelis & Vaidas Mazeika Litauen |

|       | 20 mars 2016 | Tunisien                      | 20–46           | Nederländerna   | Metz Arena, Metz                                        |                                                         |
| 17:45 | 17:45        | Dardour, Farhani & Kouki 3 3× | (10–27) Rapport | Abbingh 8 4× 3× | Publik: 2 800 Domare: Kjersti Arntsen & Guro Roen Norge | Publik: 2 800 Domare: Kjersti Arntsen & Guro Roen Norge |
| 17:45 | 17:45        |                               |                 |                 | Publik: 2 800 Domare: Kjersti Arntsen & Guro Roen Norge | Publik: 2 800 Domare: Kjersti Arntsen & Guro Roen Norge |
| 17:45 | 17:45        |                               |                 |                 | Publik: 2 800 Domare: Kjersti Arntsen & Guro Roen Norge | Publik: 2 800 Domare: Kjersti Arntsen & Guro Roen Norge |

|       | 20 mars 2016 | Frankrike      | 25–17          | Japan         | Metz Arena, Metz                                                  |                                                                   |
| 19:30 | 19:30        | Pineau 7 1× 3× | (11–7) Rapport | Fujii 5 2× 3× | Publik: 4 000 Domare: Gjorgji Nachevski& Slave Nikolov Makedonien | Publik: 4 000 Domare: Gjorgji Nachevski& Slave Nikolov Makedonien |
| 19:30 | 19:30        |                |                |               | Publik: 4 000 Domare: Gjorgji Nachevski& Slave Nikolov Makedonien | Publik: 4 000 Domare: Gjorgji Nachevski& Slave Nikolov Makedonien |
| 19:30 | 19:30        |                |                |               | Publik: 4 000 Domare: Gjorgji Nachevski& Slave Nikolov Makedonien | Publik: 4 000 Domare: Gjorgji Nachevski& Slave Nikolov Makedonien |

### IHF Kvalturnering #2
Turneringen spelades i Århus i Danmark mellan den 18-20 mars 2016. Ettan och tvåan gick vidare till OS-turneringen.
| Lag        | S | V | O | F | GM | IM  | MS  | P |
| ---------- | - | - | - | - | -- | --- | --- | - |
| Rumänien   | 3 | 2 | 1 | 0 | 91 | 67  | +24 | 5 |
| Montenegro | 3 | 2 | 1 | 0 | 83 | 64  | +19 | 5 |
| Danmark    | 3 | 1 | 0 | 2 | 85 | 75  | +10 | 2 |
| Uruguay    | 3 | 0 | 0 | 3 | 55 | 108 | −53 | 0 |

Alla klockslag är lokala(UTC+1).
|       | 18 mars 2016 | Uruguay          | 19–34           | Montenegro         | Ceres Park & Arena, Aarhus                                            |                                                                       |
| 16:45 | 16:45        | Scarrone 4 4× 3× | (10–15) Rapport | Mehmedović 7 5× 3× | Publik: 1 100 Domare: Victoriia Alpaidze & Tatyana Berezkina Ryssland | Publik: 1 100 Domare: Victoriia Alpaidze & Tatyana Berezkina Ryssland |
| 16:45 | 16:45        |                  |                 |                    | Publik: 1 100 Domare: Victoriia Alpaidze & Tatyana Berezkina Ryssland | Publik: 1 100 Domare: Victoriia Alpaidze & Tatyana Berezkina Ryssland |
| 16:45 | 16:45        |                  |                 |                    | Publik: 1 100 Domare: Victoriia Alpaidze & Tatyana Berezkina Ryssland | Publik: 1 100 Domare: Victoriia Alpaidze & Tatyana Berezkina Ryssland |

|       | 18 mars 2016 | Rumänien    | 32–25           | Danmark              | Ceres Park & Arena, Aarhus                                 |                                                            |
| 19:00 | 19:00        | Buceschi 10 | (19–13) Rapport | Dalby & Spelleberg 4 | Publik: 3 100 Domare: Lars Geipel & Marcis Helbig Tyskland | Publik: 3 100 Domare: Lars Geipel & Marcis Helbig Tyskland |
| 19:00 | 19:00        |             |                 |                      | Publik: 3 100 Domare: Lars Geipel & Marcis Helbig Tyskland | Publik: 3 100 Domare: Lars Geipel & Marcis Helbig Tyskland |
| 19:00 | 19:00        |             |                 |                      | Publik: 3 100 Domare: Lars Geipel & Marcis Helbig Tyskland | Publik: 3 100 Domare: Lars Geipel & Marcis Helbig Tyskland |

|       | 19 mars 2016 | Rumänien      | 36–19           | Uruguay      | Ceres Park & Arena, Aarhus                                            |                                                                       |
| 17:45 | 17:45        | Chintoan 9 3× | (17–10) Rapport | Fynn 4 6× 3× | Publik: 1 400 Domare: Victoriia Alpaidze & Tatyana Berezkina Ryssland | Publik: 1 400 Domare: Victoriia Alpaidze & Tatyana Berezkina Ryssland |
| 17:45 | 17:45        |               |                 |              | Publik: 1 400 Domare: Victoriia Alpaidze & Tatyana Berezkina Ryssland | Publik: 1 400 Domare: Victoriia Alpaidze & Tatyana Berezkina Ryssland |
| 17:45 | 17:45        |               |                 |              | Publik: 1 400 Domare: Victoriia Alpaidze & Tatyana Berezkina Ryssland | Publik: 1 400 Domare: Victoriia Alpaidze & Tatyana Berezkina Ryssland |

|       | 19 mars 2016 | Danmark           | 22–26           | Montenegro        | Ceres Park & Arena, Aarhus                                   |                                                              |
| 20:00 | 20:00        | Jørgensen 7 4× 3× | (10–13) Rapport | Bulatović 9 4× 3× | Publik: 3 200 Domare: Vaclav Horacek & Jiri Novotny Tjeckien | Publik: 3 200 Domare: Vaclav Horacek & Jiri Novotny Tjeckien |
| 20:00 | 20:00        |                   |                 |                   | Publik: 3 200 Domare: Vaclav Horacek & Jiri Novotny Tjeckien | Publik: 3 200 Domare: Vaclav Horacek & Jiri Novotny Tjeckien |
| 20:00 | 20:00        |                   |                 |                   | Publik: 3 200 Domare: Vaclav Horacek & Jiri Novotny Tjeckien | Publik: 3 200 Domare: Vaclav Horacek & Jiri Novotny Tjeckien |

|       | 20 mars 2016 | Montenegro         | 23–23           | Rumänien         | Ceres Park & Arena, Aarhus                                   |                                                              |
| 17:30 | 17:30        | Despotović 8 6× 3× | (11–15) Rapport | Chintoan 6 2× 3× | Publik: 1 200 Domare: Vaclav Horacek & Jiri Novotny Tjeckien | Publik: 1 200 Domare: Vaclav Horacek & Jiri Novotny Tjeckien |
| 17:30 | 17:30        |                    |                 |                  | Publik: 1 200 Domare: Vaclav Horacek & Jiri Novotny Tjeckien | Publik: 1 200 Domare: Vaclav Horacek & Jiri Novotny Tjeckien |
| 17:30 | 17:30        |                    |                 |                  | Publik: 1 200 Domare: Vaclav Horacek & Jiri Novotny Tjeckien | Publik: 1 200 Domare: Vaclav Horacek & Jiri Novotny Tjeckien |

|       | 20 mars 2016 | Danmark          | 38–17          | Uruguay          | Ceres Park & Arena, Aarhus                                |                                                           |
| 20:00 | 20:00        | Bidstrup 9 4× 3× | (19–7) Rapport | Barreiro 8 4× 2× | Publik: 1 500 Domare: Ars Geipel & Marcis Helbig Tyskland | Publik: 1 500 Domare: Ars Geipel & Marcis Helbig Tyskland |
| 20:00 | 20:00        |                  |                |                  | Publik: 1 500 Domare: Ars Geipel & Marcis Helbig Tyskland | Publik: 1 500 Domare: Ars Geipel & Marcis Helbig Tyskland |
| 20:00 | 20:00        |                  |                |                  | Publik: 1 500 Domare: Ars Geipel & Marcis Helbig Tyskland | Publik: 1 500 Domare: Ars Geipel & Marcis Helbig Tyskland |

### IHF Kvalturnering #3
Turneringen spelades i Astrachan i Ryssland mellan den 18-20 mars 2016. Ettan och tvåan gick vidare till OS-turneringen.
| Lag      | S | V | O | F | GM  | IM  | MS  | P |
| -------- | - | - | - | - | --- | --- | --- | - |
| Ryssland | 3 | 3 | 0 | 0 | 101 | 71  | +30 | 6 |
| Sverige  | 3 | 2 | 0 | 1 | 100 | 81  | +19 | 4 |
| Polen    | 3 | 1 | 0 | 2 | 85  | 71  | +14 | 2 |
| Mexiko   | 3 | 0 | 0 | 3 | 51  | 114 | −63 | 0 |

Alla klockslag är lokala (UTC+3).
|       | 18 mars 2016 | Polen           | 25–27           | Ryssland           | Sportcomplexet Zvezdny, Astrachan                    |                                                      |
| 17:30 | 17:30        | Kobylińska 5 2× | (11–11) Rapport | Vjachereva 7 3× 4× | Publik: 6 000 Domare: Bon-Ok Koo & Seok Lee Sydkorea | Publik: 6 000 Domare: Bon-Ok Koo & Seok Lee Sydkorea |
| 17:30 | 17:30        |                 |                 |                    | Publik: 6 000 Domare: Bon-Ok Koo & Seok Lee Sydkorea | Publik: 6 000 Domare: Bon-Ok Koo & Seok Lee Sydkorea |
| 17:30 | 17:30        |                 |                 |                    | Publik: 6 000 Domare: Bon-Ok Koo & Seok Lee Sydkorea | Publik: 6 000 Domare: Bon-Ok Koo & Seok Lee Sydkorea |

|       | 18 mars 2016 | Sverige      | 41–20          | Mexiko                  | Sportcomplexet Zvezdny, Astrachan                      |                                                        |
| 16:45 | 16:45        | Sand 5 5× 3× | (21–9) Rapport | Aguirre Galegos 8 2× 3× | Publik: 1 000 Domare: Bojan Lah & David Sok, Slovakien | Publik: 1 000 Domare: Bojan Lah & David Sok, Slovakien |
| 16:45 | 16:45        |              |                |                         | Publik: 1 000 Domare: Bojan Lah & David Sok, Slovakien | Publik: 1 000 Domare: Bojan Lah & David Sok, Slovakien |
| 16:45 | 16:45        |              |                |                         | Publik: 1 000 Domare: Bojan Lah & David Sok, Slovakien | Publik: 1 000 Domare: Bojan Lah & David Sok, Slovakien |

|       | 19 mars 2016 | Polen        | 24–30           | Sverige  | Sportcomplexet Zvezdny, Astrachan                                          |                                                                            |
| 16:00 | 16:00        | Zych 6 1× 3× | (12–16) Rapport | Alm 6 3× | Publik: 3 700 Domare: Charlotte Bonaventura & Julie Bonaventura, Frankrike | Publik: 3 700 Domare: Charlotte Bonaventura & Julie Bonaventura, Frankrike |
| 16:00 | 16:00        |              |                 |          | Publik: 3 700 Domare: Charlotte Bonaventura & Julie Bonaventura, Frankrike | Publik: 3 700 Domare: Charlotte Bonaventura & Julie Bonaventura, Frankrike |
| 16:00 | 16:00        |              |                 |          | Publik: 3 700 Domare: Charlotte Bonaventura & Julie Bonaventura, Frankrike | Publik: 3 700 Domare: Charlotte Bonaventura & Julie Bonaventura, Frankrike |

|       | 19 mars 2016 | Ryssland          | 37–17           | Mexiko                          | Sportcomplexet Zvezdny, Astrachan                     |                                                       |
| 18:30 | 18:30        | Gorshkova 6 5× 3× | (17–11) Rapport | Maria Rocha & Jaramillo 3 3× 1× | Publik: 6 000 Domare: Bon-Ok Koo & Seok Lee, Sydkorea | Publik: 6 000 Domare: Bon-Ok Koo & Seok Lee, Sydkorea |
| 18:30 | 18:30        |                   |                 |                                 | Publik: 6 000 Domare: Bon-Ok Koo & Seok Lee, Sydkorea | Publik: 6 000 Domare: Bon-Ok Koo & Seok Lee, Sydkorea |
| 18:30 | 18:30        |                   |                 |                                 | Publik: 6 000 Domare: Bon-Ok Koo & Seok Lee, Sydkorea | Publik: 6 000 Domare: Bon-Ok Koo & Seok Lee, Sydkorea |

|       | 20 mars 2016 | Ryssland           | 37–29           | Sverige      | Sportcomplexet Zvezdny, Astrachan                      |                                                        |
| 18:00 | 18:00        | Vjachereva 7 2× 3× | (15–10) Rapport | Gulldén 8 3× | Publik: 6 000 Domare: Bojan Lah & David Sok, Slovakien | Publik: 6 000 Domare: Bojan Lah & David Sok, Slovakien |
| 18:00 | 18:00        |                    |                 |              | Publik: 6 000 Domare: Bojan Lah & David Sok, Slovakien | Publik: 6 000 Domare: Bojan Lah & David Sok, Slovakien |
| 18:00 | 18:00        |                    |                 |              | Publik: 6 000 Domare: Bojan Lah & David Sok, Slovakien | Publik: 6 000 Domare: Bojan Lah & David Sok, Slovakien |

|       | 20 mars 2016 | Mexiko                   | 14–36          | Polen                | Sportcomplexet Zvezdny, Astrachan                                          |                                                                            |
| 20:30 | 20:30        | Esquivel Garduno 6 1× 3× | (5–18) Rapport | Kołodziejska 8 2× 3× | Publik: 1 500 Domare: Charlotte Bonaventura & Julie Bonaventura, Frankrike | Publik: 1 500 Domare: Charlotte Bonaventura & Julie Bonaventura, Frankrike |
| 20:30 | 20:30        |                          |                |                      | Publik: 1 500 Domare: Charlotte Bonaventura & Julie Bonaventura, Frankrike | Publik: 1 500 Domare: Charlotte Bonaventura & Julie Bonaventura, Frankrike |
| 20:30 | 20:30        |                          |                |                      | Publik: 1 500 Domare: Charlotte Bonaventura & Julie Bonaventura, Frankrike | Publik: 1 500 Domare: Charlotte Bonaventura & Julie Bonaventura, Frankrike |